# Elgaria multicarinata
Elgaria multicarinata — вид ящірок родини веретільницевих (Anguidae).

## Поширення
Поширена у південній частині американського штату Каліфорнія та північній частині мексиканського штату Баха-Каліфорнія, і може бути знайдена як на полях, так і в міських областях. Виділяються декілька підвидів, зокрема крокодилову ящірку Сан-Дієго (E. multicarinata webbii).

## Опис
Ящірка ереднього розміру. Тіло завдовжки до 18 см, разом з хвостом може сягати до 30 см. Забарвлення тіла варіює від сірого і коричневого до жовтуватого, черево світліше. На спині 9-13 темних поперечних смуг з білими плямами. Очі навколо зіниці жовті.